# (2402) Satpaev
(2402) Satpaev ist ein Asteroid des Hauptgürtels, der am 31. Juli 1979 vom russischen Astronomen Nikolai Stepanowitsch Tschernych am Krim-Observatorium in Nautschnyj (IAU-Code 095) entdeckt wurde.
Der Asteroid wurde nach dem sowjetischen Geologen Qanysch Sätbajew (1899–1964) benannt, der einer der Begründer der sowjetischen und kasachischen Lagerstättenkunde und Gründer des Geologischen Institutes von Kasachstan war.